# فيتور غاسبار
فيتور غاسبار هو اقتصادي وسياسي برتغالي، ولد في 9 نوفمبر 1960 في Manteigas ‏ في البرتغال. نشط حزبياً في الحزب الديمقراطي الاجتماعي.